# Thalictrum timeroyi
Thalictrum timeroyi är en ranunkelväxtart. Thalictrum timeroyi ingår i släktet rutor, och familjen ranunkelväxter.

## Underarter
Arten delas in i följande underarter:
- T. t. karuizawaense
- T. t. timeroyi